# エドム・マリオット

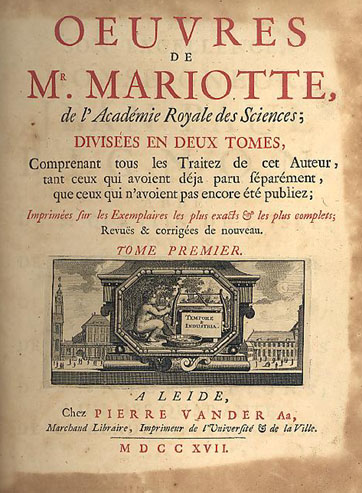
Œuvres de M. Mariotte（1717年）

エドム・マリオット（Edme Mariotte、1620年頃 - 1684年5月12日）はフランスの物理学者、司祭である。気体の体積と圧力が反比例するという法則をボイルとは別に発見し、フランスではマリオットの法則と呼ばれる。視覚の盲点の発見者でもある。盲点の発見方法をマリオット盲斑検出法と言う。

## 概要
マリオットは生涯の大半をディジョン近郊のサン・マルタン・スー・ボーヌの修道院長として過ごした。1666年に設立されたフランスの科学アカデミーの設立メンバーの一人である。1733年に出版されたHistoire et memoires de l'Academieには多くの科学分野のマリオットの論文が収録されており、その分野は流体の運動、色に関する考察、気圧計、物体の落下、銃の反動、氷結などにおよんでいる。
1676年から1679年にかけてパリで出版された4巻の著書Essais de physiqueの第2巻に気体の体積と圧力が反比例するという法則について述べられている（ボイルは同じ法則を1660年に発見している）。第4巻は色の性質についての考察がされている。